# Gran Premio motociclistico delle Nazioni 1966
Il Gran Premio delle Nazioni corso l'11 settembre 1966 a Monza, fu la penultima gara del motomondiale 1966.
Corsero tutte le classi tranne i sidecar, e il GP si svolse alla presenza di 50.000 spettatori.
Doppia vittoria per Giacomo Agostini in 350 e 500: nella "mezzo litro" l'alfiere della MV Agusta vinse anche il titolo iridato, agevolato dalla caduta di Mike Hailwood. La folla invase la pista alla fine della gara per celebrare il primo titolo di Agostini e il primo per un centauro italiano nella classe regina nove anni dopo quello di Libero Liberati.
Hailwood confermò il dominio stagionale della 250 con una nuova vittoria. Vittoria Honda anche in 125, con il quinto "centro" stagionale di Luigi Taveri.
Nella 50, vittoria per la Suzuki di Hans-Georg Anscheidt.
In concomitanza con il GP si svolse anche la prima finale del Campionato Italiano Juniores, vinta da Tondo (MotoBi 125), Peronio (Moto Morini 175) e Vinci (Aermacchi 250).

## Classe 500

### Arrivati al traguardo
| Pos. | Pilota              | Moto      | Tempo      | Punti |
| ---- | ------------------- | --------- | ---------- | ----- |
| 1    | Giacomo Agostini    | MV Agusta | 1h 03' 04" | 8     |
| 2    | Peter Williams      | Matchless | +2 giri    | 6     |
| 3    | Jack Findlay        | Matchless | +2 giri    | 4     |
| 4    | Fred Stevens        | Paton     | +2 giri    | 3     |
| 5    | Walter Scheimann    | Norton    | +3 giri    | 2     |
| 6    | Eduard Lenz         | Matchless | +3 giri    | 1     |
| 7    | Derek Lee           | Matchless | +3 giri    |       |
| 8    | Gyula Marsovszky    | Matchless | +3 giri    |       |
| 9    | Philippe Canoui     | Matchless | +4 giri    |       |
| 10   | Maurice Hawthorne   | Norton    |            |       |
| 11   | Giuseppe Dardanello | Norton    |            |       |
| 12   | Vasco Loro          | Norton    |            |       |

## Classe 350
30 piloti alla partenza.

### Arrivati al traguardo
| Pos. | Pilota            | Moto      | Tempo   | Punti |
| ---- | ----------------- | --------- | ------- | ----- |
| 1    | Giacomo Agostini  | MV Agusta | 50' 50" | 8     |
| 2    | Renzo Pasolini    | Aermacchi | +1 giro | 6     |
| 3    | Alberto Pagani    | Aermacchi | +1 giro | 4     |
| 4    | Silvio Grassetti  | Bianchi   | +1 giro | 3     |
| 5    | František Šťastný | Jawa-ČZ   | +2 giri | 2     |
| 6    | Gustav Havel      | Jawa-ČZ   | +2 giri | 1     |
| 7    | Kelvin Carruthers | Norton    | +2 giri |       |
| 8    | František Boček   | Jawa-ČZ   | +2 giri |       |
| 9    | Malcolm Stanton   | Norton    | +3 giri |       |
| 10   | Angelo Tenconi    | Aermacchi |         |       |
| 11   | Derek Lee         | AJS       |         |       |
| 12   | Ron Chandler      | AJS       |         |       |

## Classe 250

### Arrivati al traguardo
| Pos | Pilota            | Moto      | Tempo     | Punti |
| --- | ----------------- | --------- | --------- | ----- |
| 1   | Mike Hailwood     | Honda     | 41' 29" 7 | 8     |
| 2   | Heinz Rosner      | MZ        | +1' 22" 2 | 6     |
| 3   | Alberto Pagani    | Aermacchi | +1 giro   | 4     |
| 4   | Jack Findlay      | Bultaco   | +2 giri   | 3     |
| 5   | Bruce Beale       | Honda     | +1 giro   | 2     |
| 6   | Giuseppe Visenzi  | Aermacchi | +2 giri   | 1     |
| 7   | Gyula Marsovszky  | Bultaco   | +2 giri   |       |
| 8   | František Šťastný | Jawa      | +2 giri   |       |
| 9   | Rex Avery         | Bultaco   | +2 giri   |       |
| 10  | Peter Dürr        | Aermacchi | +3 giri   |       |
| 11  | E. Canova         | Aermacchi |           |       |
| 12  | Mike Duff         | Yamaha    |           |       |
| 13  | G. Polenghi       | n.d.      |           |       |
| 14  | Menconi           | n.d.      |           |       |
| 15  | Palazzi           | n.d.      |           |       |
| 16  | Angelo Orsenigo   | n.d.      |           |       |

## Classe 125

### Arrivati al traguardo
| Pos | Pilota                | Moto    | Tempo     | Punti |
| --- | --------------------- | ------- | --------- | ----- |
| 1   | Luigi Taveri          | Honda   | 34' 57" 3 | 8     |
| 2   | Ralph Bryans          | Honda   | +10" 8    | 6     |
| 3   | Bill Ivy              | Yamaha  | +28" 8    | 4     |
| 4   | Phil Read             | Yamaha  | +28" 9    | 3     |
| 5   | Peter Williams        | EMC     | +1 giro   | 2     |
| 6   | Walter Scheimann      | Honda   | +1 giro   | 1     |
| 7   | Kel Carruthers        | Honda   | +1 giro   |       |
| 8   | Giuseppe Visenzi      | Honda   | +1 giro   |       |
| 9   | Bruce Beale           | Honda   | +2 giri   |       |
| 10  | G. Polenghi           | Bultaco | +2 giri   |       |
| 11  | Ginger Molloy         | Bultaco |           |       |
| 12  | Siegfried Lohmann     | n.d.    |           |       |
| 13  | Gianemilio Marchesani | Paton   |           |       |
| 14  | Mencaglia             | n.d.    |           |       |
| 15  | Alberto Capocci       | n.d.    |           |       |
| 16  | Accorsi               | n.d.    |           |       |

## Classe 50

### Arrivati al traguardo
| Pos | Pilota               | Moto   | Tempo     | Punti |
| --- | -------------------- | ------ | --------- | ----- |
| 1   | Hans-Georg Anscheidt | Suzuki | 24' 46" 3 | 8     |
| 2   | Ralph Bryans         | Honda  | +20" 2    | 6     |
| 3   | Luigi Taveri         | Honda  | +28" 1    | 4     |
| 4   | Hugh Anderson        | Suzuki | +1' 00" 7 | 3     |
| 5   | Barry Smith          | Derbi  | +1 giro   | 2     |
| 6   | André Roth           | Derbi  | +1 giro   | 1     |
| 7   | Horst Seidl          | Honda  |           |       |
| 8   | Jean-Louis Pasquier  | Derbi  |           |       |

## Fonti e bibliografia
- Corriere dello Sport, 12 settembre 1966, pag. 6.